# The Big Broadcast of 1938
The Big Broadcast of 1938 és una pel·lícula estatunidenca de Mitchell Leisen estrenada el 1938.

## Argument
La família Bellows provoca confusió còmica en una línia de transatlàntics, amb estones de pausa per a musicals.

## Repartiment
- W.C. Fields: T. Frothingill Bellows / S.B. Bellows
- Martha Raye: Martha Bellows
- Dorothy Lamour: Dorothy Wyndham
- Shirley Ross: Cleo Fielding
- Lynne Overman: Scoop McPhail
- Bob Hope: Buzz Fielding
- Ben Blue: Mike
- Leif Erickson: Bob Hayes
- Patricia Wilder: Honey Chile
- Grace Bradley: Grace Fielding
- Rufe Davis: Turnkey
- Lionel Pape: Lord Harry Droopy
- Virginia Vale: Joan Fielding
- Russell Hicks: capità Stafford
- Gertrude Astor: dona (no surt als crèdits)

## Premis
- Oscar a la millor cançó original 1939 per Ralph Rainger (música) i Leo Robin (lletra) per la cançó "Thanks for the Memory".